# سیارک ۶۸۷۰
سیارک ۶۸۷۰ (به انگلیسی: 6870 Pauldavies، نامگذاری:1992OG) شش هزار و هشتصد و هفتادمین سیارک کشف شده‌است که در ۲۸ ژوئیه ۱۹۹۲ کشف شد.
قدر مطلق سیارک برابر ۱۳٫۹۰ است.